# Александар Стојковић (фудбалер, 1987)
Александар Стојковић (Ниш, 10. августа 1987) српски је фудбалер.

## Трофеји и награде

### Екипно
Синђелић Ниш
- Српска лига Исток: 2009/10.[9]

Тимок
- Српска лига Исток: 2011/12.[10]

Радник Сурдулица
- Прва лига Србије: 2014/15.[11]

Раднички Пирот
- Српска лига Исток: 2018/19.[12]

### Појединачно
- Најбољи стрелац Српске лиге Исток за сезону 2018/19. са 33 поготка.[13]